# Албон (Ардеш)
Албон (фр. Albon) насеље је и општина у источној Француској у региону Рона-Алпи, у департману Ардеш која припада префектури Прива.
По подацима из 2011. године у општини је живело 157 становника, а густина насељености је износила 17,23 становника/km². Општина се простире на површини од 9,11 km². Налази се на средњој надморској висини од 630 метара (максималној 1.112 m, а минималној 567 m).

## Демографија
| 1962. | 1968. | 1975. | 1982. | 1990. | 1999. | 2011. |
| ----- | ----- | ----- | ----- | ----- | ----- | ----- |
| 212   | 276   | 232   | 180   | 173   | 165   | 157   |

График промене броја становника у току последњих година